# Andronikos I Gidos
Andronikos I Gidos of Gidon (Grieks: Ανδρόνικος Α΄ Γίδος) (?-1235) was van 1222 tot 1235 keizer van Trebizonde.

## Leven
Andronikos was de schoonzoon van keizer Alexios I Megas Komnenos door zijn huwelijk met diens niet bij naam bekende dochter. Bij Alexios' dood werden diens zoons Johannes en Manuel gepasseerd, mogelijk omdat ze nog minderjarig waren, en besteeg Andronikos de troon. Hij maakte door zijn overwinning van 1223 een einde aan de aanspraken van de Seltsjoeken op de tot Trebizonde behorende zuidkust van de Krim met Chersonesos. Later verloor hij echter Kolchis en moest hij zich bij het sultanaat Ikonion aansluiten. Na zijn dood in 1235 werd hij opgevolgd door zijn zwager Johannes I, de oudste zoon van Alexios.